# 北部方面情報保全隊
北部方面情報保全隊（ほくぶほうめんじょうほうほぜんたい）は、陸上自衛隊駐屯札幌駐屯地に所在していた陸上自衛隊情報保全隊隷下の地方情報保全隊のひとつで2009年（平成21年）7月31日に廃止された。

## 沿革
- 2003年（平成15年）3月27日：北部方面情報保全隊が札幌駐屯地に新編。
- 2009年（平成21年）7月31日：北部方面情報保全隊（札幌駐屯地）が廃止。

## 歴代隊長
| 代 | 氏名       | 在職期間                        | 前職                                     | 後職                             |
| -- | ---------- | ------------------------------- | ---------------------------------------- | -------------------------------- |
| 01 | 青木五十一 | 2003年03月27日 - 2004年07月31日 | 陸上自衛隊小平学校情報教育部 第2教育課長 | 陸上自衛隊情報保全隊本部勤務     |
| 02 | 木上英輔   | 2004年08月01日 - 2007年03月27日 | 西部方面総監部調査部調査課長             | 自衛隊新潟地方協力本部長         |
| 03 | 堀内直樹   | 2007年03月28日 - 2009年03月31日 | 第9師団司令部監察官                      | 退職（勧奨）                     |
| 末 | 會川雅行   | 2009年04月01日 - 2009年07月31日 | 東北方面総監部調査部調査課長             | 自衛隊情報保全隊北部情報保全隊長 |